# Protaetia yunnana
Protaetia yunnana är en skalbaggsart som beskrevs av Miksic 1965. Protaetia yunnana ingår i släktet Protaetia och familjen Cetoniidae. Inga underarter finns listade i Catalogue of Life.